# Andora
Andora je italská obec v oblasti Ligurie, v provincii Savona.

## Vývoj počtu obyvatel
Počet obyvatel